# الخالدية (الأفلاج)
الخالدية، هي قرية من فئة (ب) تقع في محافظة الأفلاج[ ؟ ]، والتابعة لمنطقة الرياض في السعودية. وتبعد الخالدية عن محافظة الأفلاج بمسافة تقارب () كم.